# MAN NL262
MAN NL262 — городской низкопольный автобус, выпускавшийся компанией MAN в период с 1992 по 1998 год. Частично имеет сходство со своим преемником MAN NL202. Вытеснен с конвейера MAN Lion's City.

## Информация
От предшественника MAN NL202 автобус MAN NL262 отличается расположением сидений в передней части до средней двери и изломом рядом с местом для колясок напротив средней двери. Производился как с двумя, так и с тремя дверьми. Существует также версия шарнирно-сочленённого автобуса MAN NG272(2).
В 1994 году также была разработана газомоторная версия МАN NL 232 СNG (A15). Годом позднее на автобусы начали устанавливать двигатели стандарта Евро-2, и индексы моделей сменились на NL 222, NL 262 и NL 312. В 1998 году производство MAN NL262 было заморожено в связи с началом производства в 1996 году семейства автобусов MAN Lion's City.
Большинство автобусов эксплуатировалось в Австралии, Люксембурге и Бельгии.